# André-Jean Vérineux
André-Jean Vérineux MEP (* 4. November 1897 in Reims; † 10. Januar 1983) war ein französischer römisch-katholischer Geistlicher, Bischof und Apostolischer Administrator in China und Taiwan.

## Leben
Vérineux trat im Jahr 1919 der Pariser Mission bei, empfing am 23. Dezember 1922 die Priesterweihe und ging im folgenden Jahr als Missionar nach China. Nach dem Erlernen der chinesischen Sprache begab er sich zur Mission in die Mandschurei und wurde 1930 zum Verantwortlichen im Bezirk Santaizi (Stadt Linghai) und 1936 zum Missionsleiter im Kreis Heishan, Provinz Liaoning, ernannt. 1938 übernahm er die Leitung des Priesterseminars in Xifeng und zwei Jahre darauf auch die Missionsleitung desselben Bezirks. 1949 wurde er vom Heiligen Stuhl zum Bischof von Yingkou ernannt. Die Bischofsweihe spendete ihm am 16. Oktober 1949 Auguste-Ernest-Désiré-Marie Gaspais MEP, der Bischof von Jilin; Mitkonsekrator war Joseph Louis Adhémar Lapierre PME, der Bischof von Siping. Aufgrund der sich verschlechternden Lage für die katholische Kirche in der neugegründeten Volksrepublik China konnte Vérineux sein Amt jedoch nie tatsächlich ausüben. Er wurde in Mukden festgehalten und 1951 des Landes verwiesen, woraufhin er nach Frankreich zurückkehrte.
Von 1952 bis 1973 war er Apostolischer Administrator der neugegründeten Apostolischen Präfektur Hualian in Taiwan, deren Einrichtung auf seine eigene Anregung zurückging. Zwischen 1962 und 1965 nahm er an allen vier Sitzungen des Zweiten Vatikanischen Konzils in Rom teil.
Vérineux verfasste einen 1958 veröffentlichten Artikel über die Ureinwohner Taiwans.

## Veröffentlichungen
- Les aborigènes de Formose. In: Bulletin de la Société des Missions Etrangères de Paris 111, 1958, 2ème série, S. 205–218.